# Gynoplistia subfasciata
Gynoplistia subfasciata là một loài ruồi trong họ Limoniidae. Chúng phân bố ở miền Australasia.